# Carlos Barbero
Carlos Barbero Cuesta (Burgos, 29 april 1991) is een Spaans wielrenner. Zijn eerste profoverwinning behaalde hij in 2014 door in de Circuito de Getxo Luca Chirico te verslaan in een sprint-à-deux.

## Overwinningen
2013
2e etappe Ronde van de Isard
Jongerenklassement Ronde van Burgos
2014
Eind- en puntenklassement Ronde van Alentejo
Circuito de Getxo
2015
2e etappe Ronde van Madrid
Philadelphia Cycling Classic
1e en 4e etappe Tour de Beauce
1e etappe Ronde van Burgos
2017
Eind- en puntenklassement Ronde van Alentejo
2e etappe Ronde van Madrid
3e etappe Ronde van Castilië en León
Circuito de Getxo
4e etappe Ronde van Burgos
2018
1e etappe Ronde van Castilië en León
3e etappe Ronde van Madrid
4e etappe Ronde van Burgos
2019
1e etappe Ronde van Oostenrijk

## Resultaten in voornaamste wedstrijden
| Jaar | Ronde van Italië | Ronde van Frankrijk | Ronde van Spanje |
| ---- | ---------------- | ------------------- | ---------------- |
| 2015 |                  |                     | 149e             |
| 2016 |                  |                     |                  |
| 2017 |                  |                     |                  |
| 2018 |                  |                     |                  |
| 2019 |                  |                     |                  |
| 2020 |                  |                     | 107e             |
| 2021 |                  | 124e                |                  |
| 2022 |                  |                     |                  |

| Jaar | Milaan-San Remo | Gent-Wevelgem | Ronde van Vlaanderen | Parijs-Roubaix | Amstel Gold Race | Luik-Bast.‑Luik | Waalse Pijl | Clásica San Sebastián |  | WK op de weg |  | Wereldranglijsten |
| ---- | --------------- | ------------- | -------------------- | -------------- | ---------------- | --------------- | ----------- | --------------------- |  | ------------ |  | ----------------- |
| 2015 |                 |               |                      |                |                  |                 |             | opgave                |  |              |  |                   |
| 2016 |                 |               |                      |                |                  |                 |             | opgave                |  | opgave       |  |                   |
| 2017 | 145e            | 67e           |                      |                |                  |                 |             |                       |  |              |  | 255e (UWT)        |
| 2018 | 57e             | 75e           | 65e                  | opgave         |                  |                 |             |                       |  |              |  | 342e (UWT)        |
| 2019 | 63e             | 12e           |                      |                | 80e              |                 |             |                       |  |              |  |                   |
| 2020 |                 |               |                      |                |                  | 107e            | 98e         |                       |  |              |  |                   |
| 2021 |                 |               |                      |                |                  |                 |             | opgave                |  |              |  |                   |
| 2022 |                 |               |                      |                |                  |                 |             | opgave                |  |              |  |                   |

## Ploegen
- 2012 –  Orbea Continental
- 2013 –  Euskadi
- 2014 –  Euskadi
- 2015 –  Caja Rural-Seguros RGA
- 2016 –  Caja Rural-Seguros RGA
- 2017 –  Movistar Team
- 2018 –  Movistar Team
- 2019 –  Movistar Team
- 2020 –  NTT Pro Cycling
- 2021 –  Team Qhubeka-ASSOS
- 2022 −  Lotto Soudal (vanaf 1/5)

Aberasturi · Bagües · Barbero · Bizkarra · Blázquez · Etxebarria · Fraile · Merino · Orbe · Zabalo · Zuazubiskar
Aristi · Bagües · Barbero · Bizkarra · Iparragirre · Iturria · Larrinaga · Merino · Orbe · Zuazubiskar · Chetout (stagiair) · Etxeberria (stagiair)
Aberasturi · Aristi · Barbero · Etxeberria · Iturria · Larrinaga · Lechuga · Mínguez · Orbe · Txoperena · Zuazubiskar · Irisarri (stagiair) · San Sebastián (stagiair)
Aramendia · Arroyo · Barbero · Benito · Bilbao · Carthy · Ferrari · Fraile · Gonçalves · Grijalba · Lasca · Madrazo · Mas · Molina · Pardilla · Parra · Prades · Sáez · Txurruka · Vilela · Jiménez (stagiair) · Murphy (stagiair) · Rosón (stagiair)
Aramendia · Arroyo · Barbero · Benito · Bilbao · Carthy · Ferrari · Gallego · D. Gonçalves · J. Gonçalves · Lastra · Madrazo · Mas · Molina · Pardilla · Prades · Rosón · Rubio · Sáez · Vilela · Azkarate (stagiair) · Irisarri (stagiair) · Zabala (stagiair)
Amador · Anacona · Arcas · Barbero · Bennati · Betancur · Bico · Carapaz · Carretero · Castroviejo   · de la Parte · Dowsett · Erviti · Fernández · Jesús Herrada · José Herrada · Izagirre · Malori · Moreno · Oliveira · Pedrero · D. Quintana · N. Quintana · Rojas · Soler · Sutherland · Sütterlin · Valverde
Amador · Anacona · Arcas · Barbero · Bennati · Betancur · Bico · Carapaz · Carretero · Castrillo · de la Parte · Erviti · Fernández · Landa · Oliveira · Pedrero · D. Quintana · N. Quintana · Rojas · Rosón · Sepúlveda · Soler · Sütterlin · Valls · Valverde 
Amador · Anacona · Arcas · Barbero · Bennati · Betancur · Carapaz · Carretero · Castrillo · Erviti · Fernández · Landa · Mas · Oliveira · Pedrero · Prades · Quintana · Roelandts · Rojas · Rosón · Sepúlveda · Soler · Sütterlin · Valls · 
Valverde  · Verona
Barbero · Battistella · Boasson Hagen · Campenaerts · Carbel · De Bod · Dlamini · Dyball · Gasparotto · Gebreigzabhier · Gibbons · Gogl · Iribe · Janse van Rensburg · King · Kreuziger · Mäder · Meintjes · Nizzolo  · O'Connor · Pozzovivo · Sobrero · Stokbro · Sunderland · Thomson · Tiller · Valgren · Walscheid · Wyss
Armée · Aru · Barbero · Bennett · Brown · Campenaerts · Claeys · Clarke · Dlamini · Frankiny · Gogl · Hansen · Henao · Janse van Rensburg · Lindeman · Nizzolo  · Pelucchi · Power · Pozzovivo · Schmid · Stokbro · Sunderland · Tanfield · Vacek · Vinjebo · Walscheid · Wiśniowski
Barbero (vanaf 1/5) · Beullens · Campenaerts · Conca · Cras · De Buyst · De Gendt · De Lie · Drizners · Ewan · Frison · Gilbert · Grignard · Holmes · Janse van Rensburg (vanaf 1/5) · Kluge · Kron · Małecki · Moniquet · Schwarzmann · Selig · Sweeny · Van Gils · Van Moer · Vanhoucke · Vermeersch · Verschaeve · Vervloesem · Wellens